# Vitālijs Rečickis
Vitālijs Rečickis (Rēzekne, 8 settembre 1986) è un ex calciatore lettone, di ruolo centrocampista.

## Carriera

### Nazionale
Cresciuto nelle giovanili del Dižvanagi Rēzekne, squadra della sua città natale, esordì in prima squadra nel 2004, in 1. Līga. Nel 2005 la squadra si classificò terza, ma prima tra quelle che non erano squadre riserve, raggiungendo la promozione in Virsliga. Rečickis ebbe così la possibilità di esordire in massima serie l'8 aprile 2006, alla prima giornata contro il Dinaburg, subentrando a Maksims Kolokolenkins. Fu una stagione disastrosa per il club che finì ultima con appena due punti all'attivo, retrocedendo. Dopo il cambio di nome in Blāzma, il club seppe prontamente riprendersi, ottenendo la promozione grazie al secondo posto nel campionato 2007. Nella nuova avventura in massima serie Rečickis giocò con maggiore frequenza, totalizzando 23 presenze; il club finì penultimo e si salvò anche grazie al fallimento del Vindava. Nella stagione 2009 Rečickis segnò la sua prima rete in massima serie nella gara contro il Daugava Riga, giocata il 31 maggio, in cui realizzò addirittura una doppietta.
Dopo una stagione terminata al sesto posto e con otto reti personali all'attivo Rečickis a inizio 2010 si trasferì a Cipro, giocando per l'Arīs Limassol. L'avventura in A' Katīgoria non fu delle più fortunate: la squadra terminò dodicesima dopo il girone di play-out e Rečickis chiuse la stagione con dieci presenze, senza reti all'attivo. Nell'estate si trasferì quindi in Lituania, accasandosi al Tauras: esordì in A lyga il 12 settembre 2010, nella sconfitta casalinga contro il Banga Gargždai in cui fu ammonito e sostituito da Tomas Razanauskas prima della fine del primo tempo. Meno di un mese dopo segnò la sua prima rete in A lyga contro il Sūduva.
Nel febbraio del 2012, dopo appena 15 presenze e due reti all'attivo in poco più di una stagione, fece ritorno in Lettonia, giocando per il Jūrmala. Esordì con la nuova squadra solo alla quinta giornata contro il Metta/LU, in cui, entrato a partita in corso, sbloccò l'incontro realizzando la rete del temporaneo 0-1. Dopo appena una stagione si trasferì nel 2013 al Daugava Rīga; con tale club giocò 24 gare di Virsliga, senza reti all'attivo.
Dopo un solo anno si trasferì nel 2014 Ventspils con cui rimase per cinque stagioni: con tale club vinse immediatamente il campionato e, nel 2016-2017, la Coppa di Lettonia; in tale torneo giocò anche la finale contro il Riga FC realizzando il proprio rigore nella serie che assegnò il titolo. Con tale club esordì anche nelle coppe europee: il 16 luglio 2014 giocò infatti la gara contro il Malmö FF, valida per l'andata del secondo turno di qualificazione di UEFA Champions League 2014-2015
Pasò la stagione 2019 in due club diversi: cominciò con lo Spartaks Jūrmala, salvo trasferirsi al Jelgava nel mese di luglio. Dal 2020 è tornato nella sua città natale, giocando per il Rēzeknes FA, club di 1. Līga.
Ha giocato una sola gara in nazionale, quella di Coppa del Baltico contro la Lituania giocata il 5 giugno 2018, in cui entrò nella mezz'ora finale al posto di Ritvars Rugins.

## Statistiche

### Cronologia presenze e reti in Nazionale
| Cronologia completa delle presenze e delle reti in nazionale ― Lettonia | Cronologia completa delle presenze e delle reti in nazionale ― Lettonia | Cronologia completa delle presenze e delle reti in nazionale ― Lettonia | Cronologia completa delle presenze e delle reti in nazionale ― Lettonia | Cronologia completa delle presenze e delle reti in nazionale ― Lettonia | Cronologia completa delle presenze e delle reti in nazionale ― Lettonia | Cronologia completa delle presenze e delle reti in nazionale ― Lettonia | Cronologia completa delle presenze e delle reti in nazionale ― Lettonia |
| Data                                                                    | Città                                                                   | In casa                                                                 | Risultato                                                               | Ospiti                                                                  | Competizione                                                            | Reti                                                                    | Note                                                                    |
| ----------------------------------------------------------------------- | ----------------------------------------------------------------------- | ----------------------------------------------------------------------- | ----------------------------------------------------------------------- | ----------------------------------------------------------------------- | ----------------------------------------------------------------------- | ----------------------------------------------------------------------- | ----------------------------------------------------------------------- |
| 5-6-2018                                                                | Vilnius                                                                 | Lituania                                                                | 1 – 1                                                                   | Lettonia                                                                | Coppa del Baltico 2018                                                  | -                                                                       | 64’                                                                     |
| Totale                                                                  |                                                                         | Presenze                                                                | 1                                                                       |                                                                         | Reti                                                                    | 0                                                                       |                                                                         |

## Palmarès

### Club

#### Competizioni nazionali
- Campionato lettone: 1

Ventspils: 2014
- Coppa di Lettonia: 1

Ventspils: 2016-2017

### Nazionale
- Coppa del Baltico: 1

2018